# Cantó de La Cauna
El cantó de La Cauna és un cantó francès del departament del Tarn, situat al districte de Castres. Té 7 municipis i el cap cantonal és La Cauna.

## Municipis
- Berlats
- La Capèla d'Escrós
- Esperauças
- Gijonet
- La Cauna
- Senaus
- Viana

## Història
| Data d'elecció                           | Identitat         | Partit        | Qualitat |
| ---------------------------------------- | ----------------- | ------------- | -------- |
| 1982-1988                                | Jean Calas        | RPR           |          |
| 1988-2001                                | Jean-Paul Mialhe  | Divers gauche |          |
| 2001-2008                                | Elisabeth Roussel | Divers droite |          |
| 2008-                                    | André Cabrol      | UMP           |          |
| les dades anteriors no són pas conegudes |                   |               |          |
|                                          |                   |               |          |

## Demografia
| 1962  | 1968  | 1975  | 1982  | 1990  | 1999  | 2006  |
| ----- | ----- | ----- | ----- | ----- | ----- | ----- |
| 4.299 | 4.972 | 4.740 | 4.568 | 4.185 | 3.941 | 3.851 |